# Changping, Henan
Changping (kinesiska: 常平, 常平乡) är en socken i Kina. Den ligger i provinsen Henan, i den centrala delen av landet, omkring 84 kilometer nordväst om provinshuvudstaden Zhengzhou. Antalet invånare är 8 086. Befolkningen består av 4 000 kvinnor och 4 086 män. Barn under 15 år utgör 22,0 %, vuxna 15-64 år 72 %, och äldre över 65 år 5,0 %.
Runt Changping är det tätbefolkat, med 762 invånare per kvadratkilometer. Närmaste större samhälle är Xixiang, 10,3 km sydväst om Changping. Trakten runt Changping består till största delen av jordbruksmark.
Genomsnittlig årsnederbörd är 693 millimeter. Den regnigaste månaden är juli, med i genomsnitt 183 mm nederbörd, och den torraste är december, med 3 mm nederbörd.